# Mérouville
Mérouville est une commune française située dans le département d'Eure-et-Loir en région Centre-Val de Loire.

## Géographie

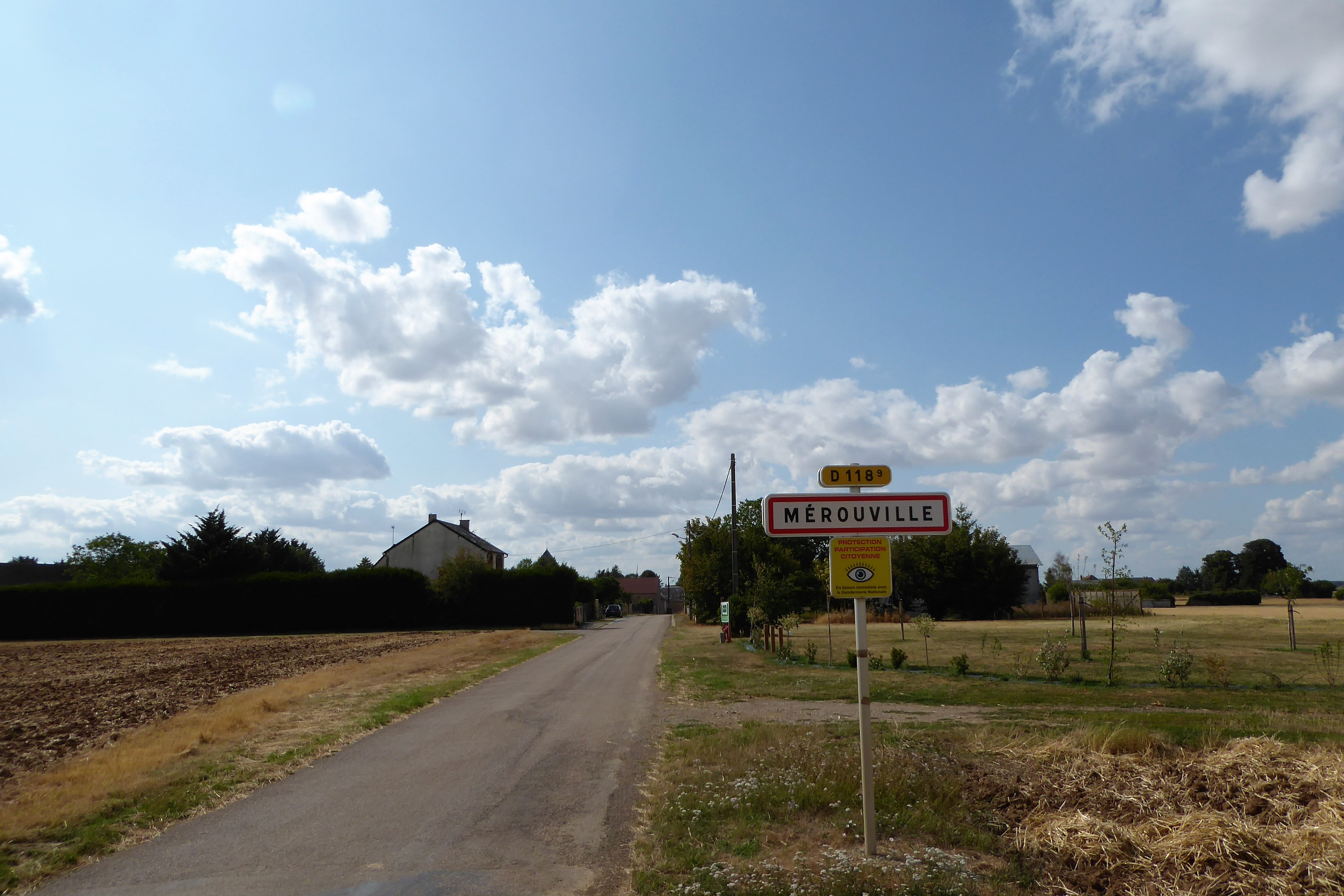
Entrée de Mérouville par la RD 118^{9}.

Mérouville  est un village rural de la Beauce situé à 8 km à vol d'oiseau à l'ouest d'Angerville et à 59 km de Nemours, 29 km au nord-ouest de Pithiviers, 44 km au sud d'Orléans, 48 km au nord-est de Châteaudun, 34 kmp au sud-est de Chartres et 70 km au sud-ouest de Paris.
La commune se trouve dans l'aire d'attraction de Paris, dans la zone d'emploi de Chartres et dans le bassin de vie d'Angerville.

### Communes limitrophes
|                 | Baudreville     | Gommerville         |
| Neuvy-en-Beauce | Mérouville      | Intréville          |
|                 | Neuvy-en-Beauce | Rouvray-Saint-Denis |

### Géologie et relief
La superficie de la commune est de 9,62 km2 ; son altitude varie de 133  à   149 mètres.

### Hydrographie
Aucun cours d'eau ne draine le territoire de la commune.

### Climat
Pour des articles plus généraux, voir Climat du Centre-Val de Loire et Climat d'Eure-et-Loir.
En 2010, le climat de la commune est de type climat océanique dégradé des plaines du Centre et du Nord, selon une étude du CNRS s'appuyant sur une série de données couvrant la période 1971-2000. En 2020, Météo-France publie une typologie des climats de la France métropolitaine dans laquelle la commune est exposée à un climat océanique altéré et est dans la région climatique Sud-ouest du bassin Parisien, caractérisée par une faible pluviométrie, notamment au printemps (120 à 150 mm) et un hiver froid (3,5 °C).
Pour la période 1971-2000, la température annuelle moyenne est de 10,8 °C, avec une amplitude thermique annuelle de 14,9 °C. Le cumul annuel moyen de précipitations est de 639 mm, avec 10,6 jours de précipitations en janvier et 7,7 jours en juillet. Pour la période 1991-2020, la température moyenne annuelle observée sur la station météorologique de Météo-France la plus proche, « Louville », sur la commune de Louville-la-Chenard à 9 km à vol d'oiseau, est de 11,5 °C et le cumul annuel moyen de précipitations est de 625,8 mm,. Pour l'avenir, les paramètres climatiques de la commune estimés pour 2050 selon différents scénarios d'émission de gaz à effet de serre sont consultables sur un site dédié publié par Météo-France en novembre 2022.

## Urbanisme

### Typologie
Au 1er janvier 2024, Mérouville est catégorisée commune rurale à habitat dispersé, selon la nouvelle grille communale de densité à 7 niveaux définie par l'Insee en 2022.
Elle est située hors unité urbaine. Par ailleurs la commune fait partie de l'aire d'attraction de Paris, dont elle est une commune de la couronne,.

### Occupation des sols

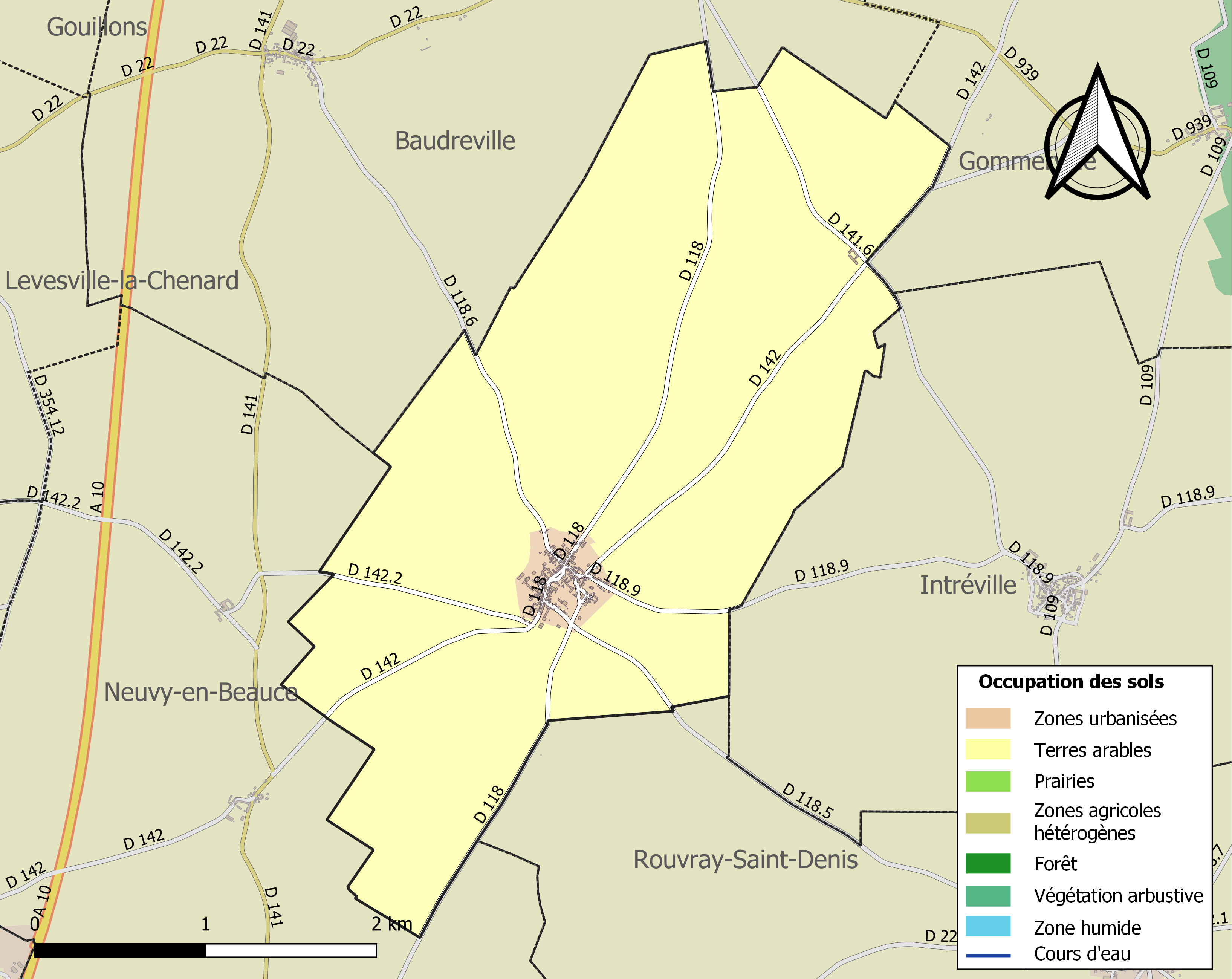
Carte des infrastructures et de l'occupation des sols de la commune en 2018 (CLC).

L'occupation des sols de la commune, telle qu'elle ressort de la base de données européenne d’occupation biophysique des sols Corine Land Cover (CLC), est marquée par l'importance des territoires agricoles (97,4 % en 2018), une proportion identique à celle de 1990 (97,4 %). La répartition détaillée en 2018 est la suivante : 
terres arables (97,4 %), zones urbanisées (2,6 %).
L'évolution de l’occupation des sols de la commune et de ses infrastructures peut être observée sur les différentes représentations cartographiques du territoire : la carte de Cassini (XVIIIe siècle), la carte d'état-major (1820-1866) et les cartes ou photos aériennes de l'IGN pour la période actuelle (1950 à aujourd'hui).

### Habitat et logement
En 2016 et  2021, le nombre total de logements dans la commune était de 104, alors qu'il était de 101 en 2011.
Parmi ces logements, 89,3 % étaient des résidences principales, 7,8 % des résidences secondaires et 2,9 % des logements vacants. Ces logements étaient pour 96,1 % d'entre eux des maisons individuelles et pour 1,9 % des appartements.
Le tableau ci-dessous présente la typologie des logements à Mérouville en 2021 en comparaison avec celle d'Eure-et-Loir et de la France entière. Une caractéristique marquante du parc de logements est ainsi une proportion de résidences secondaires et logements occasionnels (7,8 %) supérieure à celle du département (5,8 %) mais inférieure à celle de la France entière (9,7 %).
| Typologie                                               | Mérouville | Eure-et-Loir | France entière |
| ------------------------------------------------------- | ---------- | ------------ | -------------- |
| Résidences principales (en %)                           | 89,3       | 85,5         | 82,2           |
| Résidences secondaires et logements occasionnels (en %) | 7,8        | 5,8          | 9,7            |
| Logements vacants (en %)                                | 2,9        | 8,7          | 8,1            |

### Risques majeurs
Le territoire de la commune de Mérouville est vulnérable à différents aléas naturels : météorologiques (tempête, orage, neige, grand froid, canicule ou sécheresse), inondationset séisme (sismicité très faible). Il est également exposé à un risque technologique, le transport de matières dangereuses. Un site publié par le BRGM permet d'évaluer simplement et rapidement les risques d'un bien localisé soit par son adresse soit par le numéro de sa parcelle.

### Risques naturels et technologiques
Certaines parties du territoire communal sont susceptibles d’être affectées par le risque d’inondation par débordement de cours d'eau, notamment le Thironne et la Vallée de Reuse. La commune a été reconnue en état de catastrophe naturelle au titre des dommages causés par les inondations et coulées de boue survenues en 1999,.

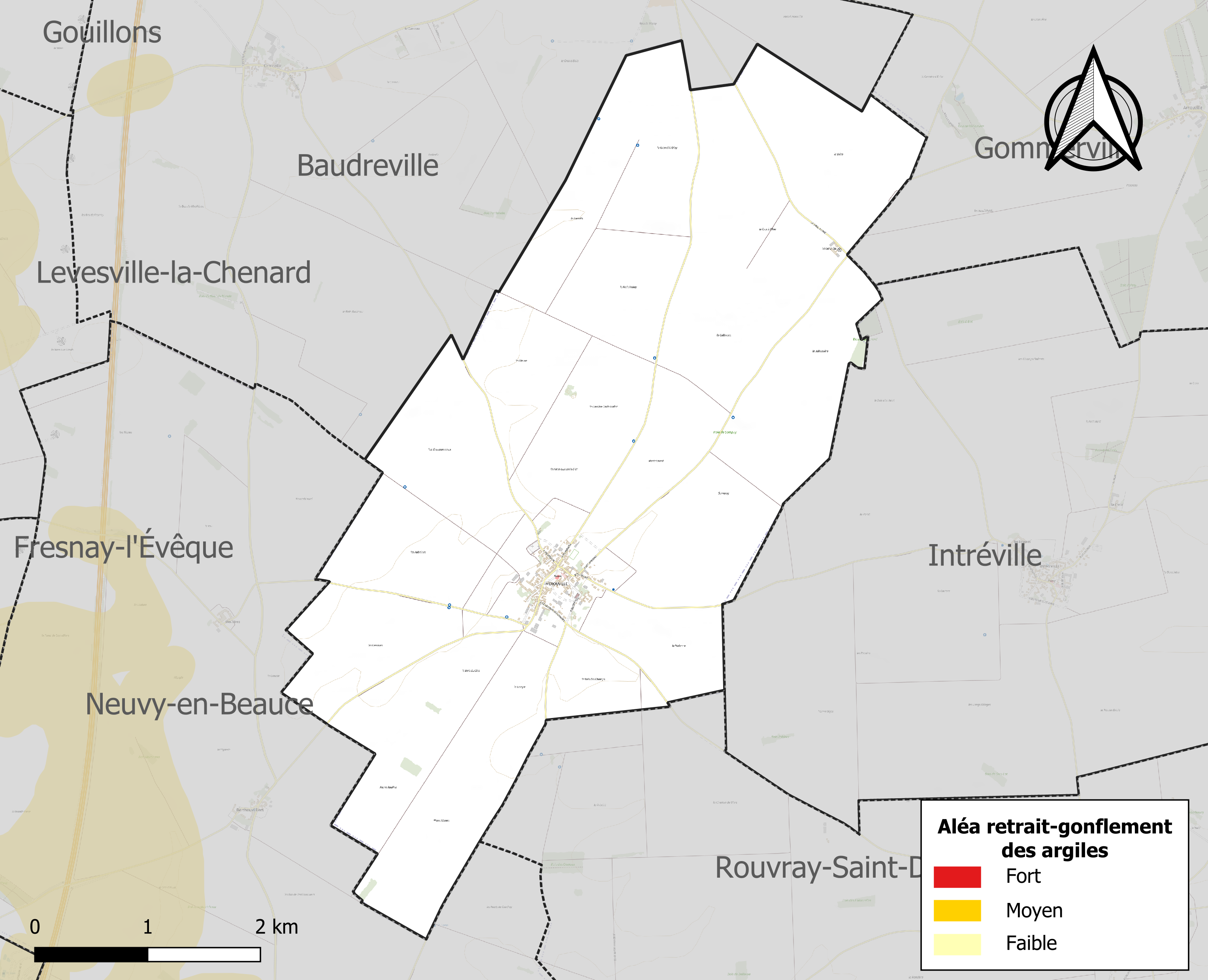
Carte des zones d'aléa retrait-gonflement des sols argileux de Mérouville.

Le retrait-gonflement des sols argileux est susceptible d'engendrer des dommages importants aux bâtiments en cas d’alternance de périodes de sécheresse et de pluie. 0 % de la superficie communale est en aléa moyen ou fort (52,8 % au niveau départemental et 48,5 % au niveau national). Sur les 109 bâtiments dénombrés sur la commune en 2019, 0 sont en aléa moyen ou fort, soit 0 %, à comparer aux 70 % au niveau départemental et 54 % au niveau national. Une cartographie de l'exposition du territoire national au retrait gonflement des sols argileux est disponible sur le site du BRGM,.
Concernant les mouvements de terrains, la commune a été reconnue en état de catastrophe naturelle au titre des dommages causés par des mouvements de terrain en 1999.

#### Risques technologiques
Le risque de transport de matières dangereuses sur la commune est lié à sa traversée par des infrastructures routières ou ferroviaires importantes ou la présence d'une canalisation de transport d'hydrocarbures. Un accident se produisant sur de telles infrastructures est en effet susceptible d’avoir des effets graves au bâti ou aux personnes jusqu’à 350 m, selon la nature du matériau transporté. Des dispositions d’urbanisme peuvent être préconisées en conséquence.

## Toponymie
Le nom de la localité est attesté sous la forme Meravilla.

## Histoire

### Antiquité
Vers 1868, une coupe à collerette gallo-romaine en argent, datant du IIIe siècle, a été découverte à Mérouville. Elle est aujourd'hui au musée des beaux-arts de Lyon.
En 1976, une reconnaissance aérienne permet de localiser à Sampuy une agglomération gallo-romaine de moyenne importance sur une voie antique reliant Chartres à Sens.

### Époque contemporaine
Des boiseries de l'ancien château rasé au XIXe siècle ont été rachetées en 1843 par le conseil de fabrique de Rouvray-Saint-Denis et ornent en partie son église.

## Politique et administration

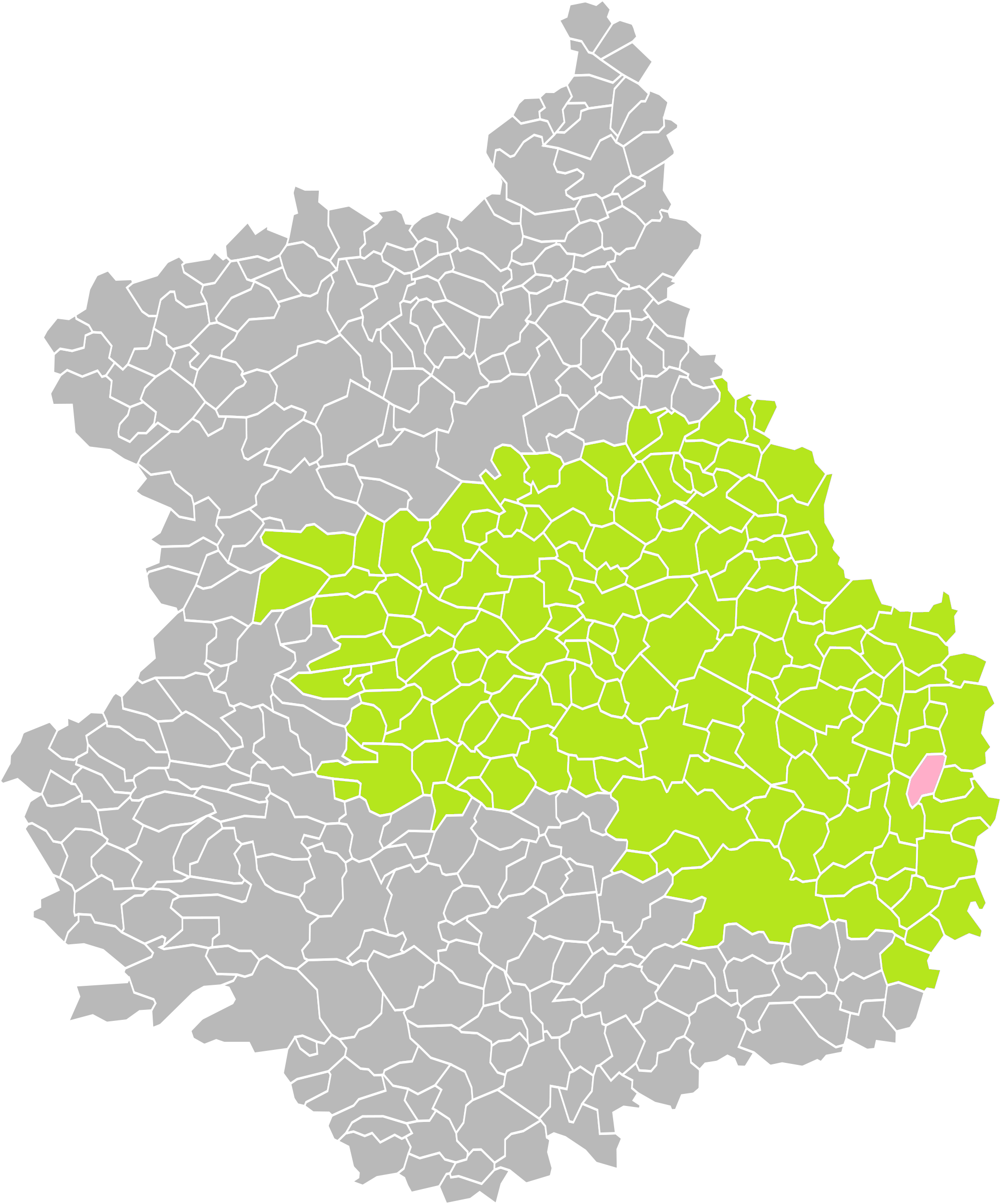
Mérouville dans le département et dans son arrondissement.

### Rattachements administratifs et électoraux

#### Rattachements administratifs
La commune se trouve dans l'arrondissement de Chartres du département de l'Eure-et-Loir.
Elle faisait partie depuis 1801 du canton de Janville. Dans le cadre du redécoupage cantonal de 2014 en France, cette circonscription administrative territoriale a disparu, et le canton n'est plus qu'une circonscription électorale.

#### Rattachements électoraux
Pour les élections départementales, la commune fait partie depuis 2014 du canton des Villages Vovéens.
Pour l'élection des députés, elle fait partie de la quatrième circonscription d'Eure-et-Loir.

### Intercommunalité
Mérouville était membre de la communauté de communes de la Beauce de Janville, un établissement public de coopération intercommunale (EPCI) à fiscalité propre créé fin 2004 et auquel la commune avait transféré un certain nombre de ses compétences, dans les conditions déterminées par le code général des collectivités territoriales.
Dans le cadre des dispositions de la loi portant nouvelle organisation territoriale de la République du 7 août 2015, qui prévoit que les établissements publics de coopération intercommunale (EPCI) à fiscalité propre doivent avoir un minimum de 15 000 habitants, cette intercommunalité a fusionné avec ses voisines pour former, le 1er janvier 2017, la communauté de communes Cœur de Beauce, dont est désormais membre la commune.

### Liste des maires
| Période                                  | Période                        | Identité          | Étiquette | Qualité                                                                    |
| ---------------------------------------- | ------------------------------ | ----------------- | --------- | -------------------------------------------------------------------------- |
| Les données manquantes sont à compléter. |                                |                   |           |                                                                            |
| mars 2001                                | juillet 2020                   | Gérard Couturier  | SE        | Agriculteur                                                                |
| juillet 2020                             | décembre 2022                  | Karine Quittançon |           | Professions de l'information, des arts et des spectacles Morte en fonction |
| février 2023                             | En cours (au 30 novembre 2023) | Yves Goron        |           | retraité                                                                   |

## Population et société

### Démographie
L'évolution du nombre d'habitants est connue à travers les recensements de la population effectués dans la commune depuis 1793. Pour les communes de moins de 10 000 habitants, une enquête de recensement portant sur toute la population est réalisée tous les cinq ans, les populations de référence des années intermédiaires étant quant à elles estimées par interpolation ou extrapolation. Pour la commune, le premier recensement exhaustif entrant dans le cadre du nouveau dispositif a été réalisé en 2005.

En 2022, la commune comptait 215 habitants, en évolution de −2,71 % par rapport à 2016 (Eure-et-Loir : −0,23 %, France hors Mayotte : +2,11 %).
| 1793 | 1800 | 1806 | 1821 | 1831 | 1836 | 1841 | 1846 | 1851 |
| ---- | ---- | ---- | ---- | ---- | ---- | ---- | ---- | ---- |
| 451  | 407  | 395  | 385  | 403  | 349  | 348  | 374  | 349  |

| 1856 | 1861 | 1866 | 1872 | 1876 | 1881 | 1886 | 1891 | 1896 |
| ---- | ---- | ---- | ---- | ---- | ---- | ---- | ---- | ---- |
| 344  | 326  | 340  | 361  | 367  | 391  | 379  | 387  | 329  |

| 1901 | 1906 | 1911 | 1921 | 1926 | 1931 | 1936 | 1946 | 1954 |
| ---- | ---- | ---- | ---- | ---- | ---- | ---- | ---- | ---- |
| 320  | 339  | 335  | 287  | 265  | 252  | 255  | 267  | 260  |

| 1962 | 1968 | 1975 | 1982 | 1990 | 1999 | 2005 | 2006 | 2010 |
| ---- | ---- | ---- | ---- | ---- | ---- | ---- | ---- | ---- |
| 246  | 228  | 215  | 206  | 201  | 181  | 224  | 229  | 218  |

| 2015 | 2020 | 2022 | - | - | - | - | - | - |
| ---- | ---- | ---- | - | - | - | - | - | - |
| 223  | 212  | 215  | - | - | - | - | - | - |

### Cultes
Les fidèles catholiques font partie de la paroisse  Sainte-Jeanne-d'Arc en Beauce, rattachée au doyenné de Beauce dans le diocèse de Chartres.

## Culture locale et patrimoine

### Lieux et monuments
- Église Saint-Benoît, XIIIe siècle[27].

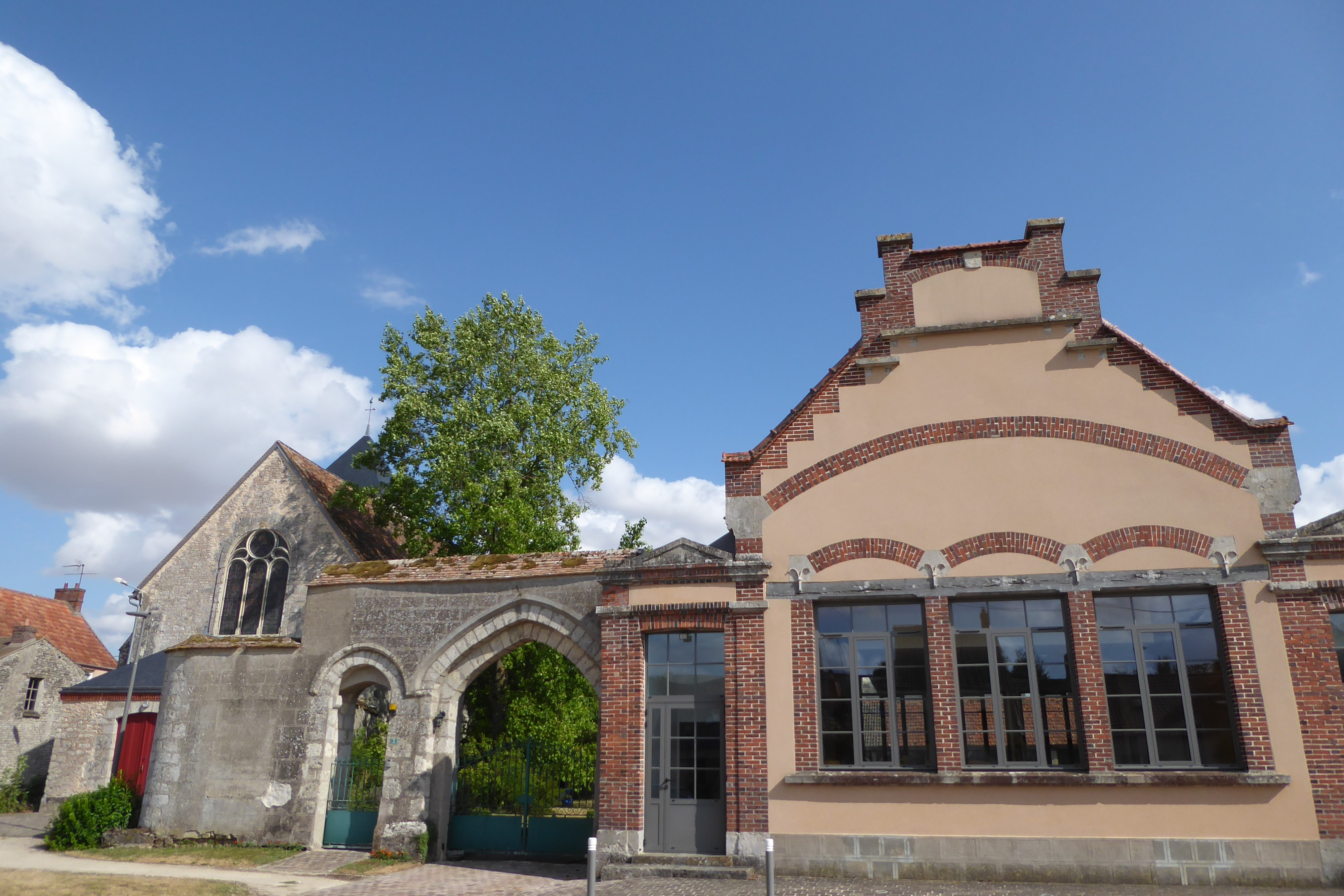
Vue d'ensemble.
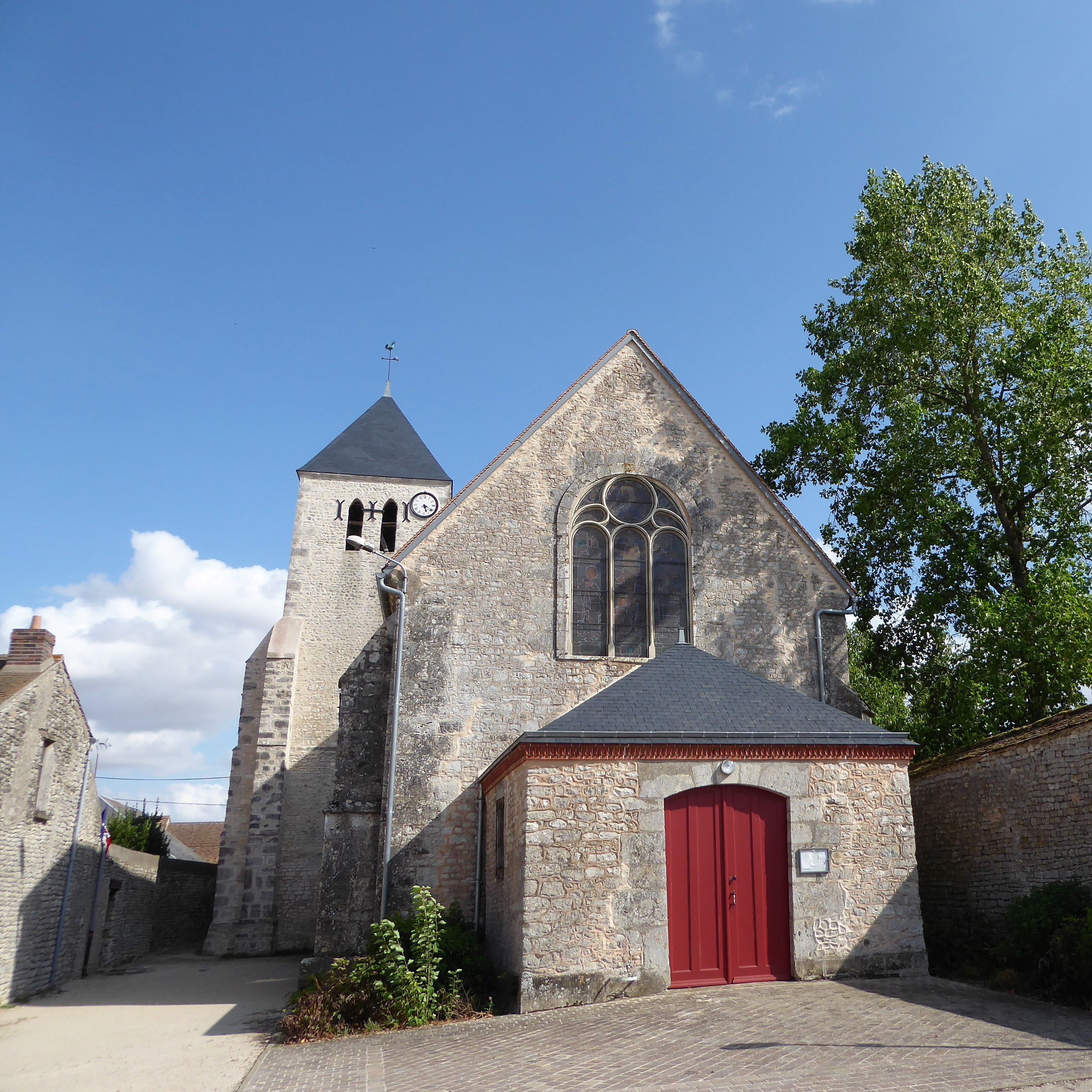
L'église Saint-Benoît.
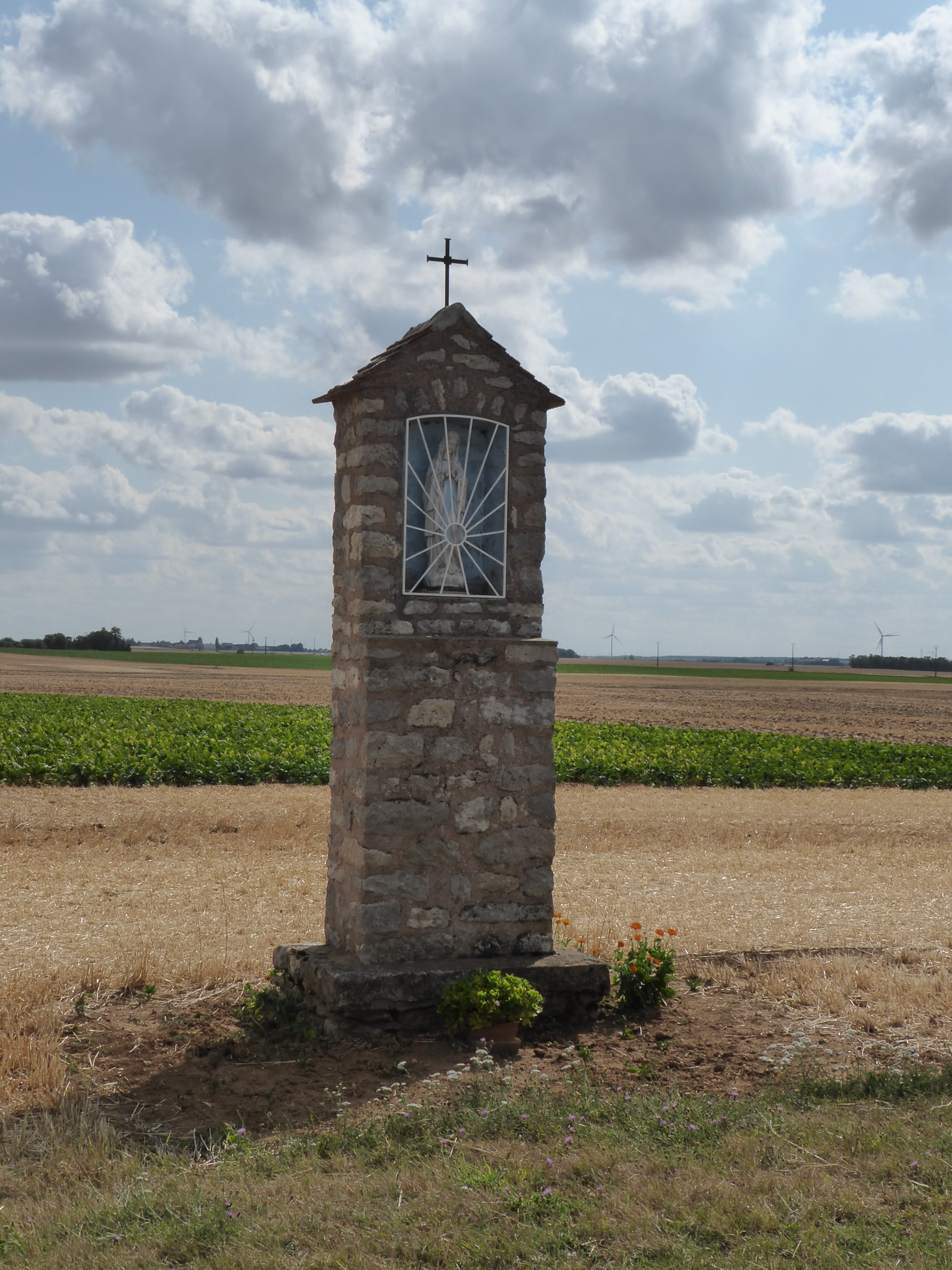
Oratoire dédié à Marie.

## Pour approfondir